# Onthophagus semiaureus
Onthophagus semiaureus là một loài bọ cánh cứng trong họ Bọ hung (Scarabaeidae).